# Scalthwaiterigg
Scalthwaiterigg – civil parish w Anglii, w Kumbrii, w dystrykcie (unitary authority) Westmorland and Furness. W 2001 miejscowość liczyła 104 mieszkańców.